# Nadia Pfister
Pour les articles homonymes, voir Pfister.
Nadia Pfister, née le 18 septembre 1995 à Bâle, est une joueuse professionnelle de squash représentant la Suisse. Elle atteint le 58e rang mondial en février 2022, son meilleur classement.

## Biographie
Elle s'entraîne régulièrement dans une académie de squash en Angleterre avec le réputé Malcolm Willstrop comme entraîneur.
En juillet 2021, elle se qualifie pour les championnats du monde 2020-2021 et s'incline au premier tour face à la Malaisienne Low Wee Wern.